# شهرستان آنسن (کارولینای شمالی)
شهرستان آنسن، کارولینای شمالی (به انگلیسی: Anson County, North Carolina) یک سکونتگاه مسکونی در ایالات متحده آمریکا است که در کارولینای شمالی واقع شده‌است.

## خصوصیات
شهرستان آنسن ۱٬۳۹۰٫۸۳ کیلومترمربع مساحت دارد.